# تونی استانگه
]]
تونی استانگه (به فرانسوی: Tony Estanguet) ورزشکار مرد رشتهٔ قایق‌رانی اهل کشور فرانسه است. وی در بین سال‌های ‎۲۰۰۰ تا ۲۰۱۲ میلادی در مسابقات بازی‌های المپیک تابستانی در مجموع ۳ مدال طلا را کسب کرد.